# Claude Bowes-Lyon
Pour les articles homonymes, voir Bowes et Lyon (homonymie).
Claude George Bowes-Lyon, 14e comte de Strathmore et Kinghorne (14 mars 1855 - 7 novembre 1944) est un homme politique, militaire et pair britannique.
Il est connu pour être le père d'Elizabeth Bowes-Lyon ainsi que le grand-père maternel de la reine Élisabeth II et de la princesse Margaret.

## Biographie

### Jeunesse
Claude est né à Lowndes Square (Londres). Il est le fils aîné de Claude Bowes-Lyon (1824-1904), 13e comte de Strathmore et Kinghorne, et de son épouse Frances Dora Smith (1832-1922). Son frère cadet, Patrick Bowes-Lyon, était un joueur de tennis, vainqueur en 1887 du tournoi en double de Wimbledon.
Il fait ses études au Eton College. Le 16 juillet 1881, il épouse Nina Cecilia (1862-1938), fille du révérend Charles William Frederick Cavendish-Bentinck. Ils ont six fils et quatre filles. Leur plus jeune fille, Elizabeth (1900-2002), épouse le prince Albert, duc d'York, le 26 avril 1923. Elle devient reine consort quand il monte sur le trône sous le nom de George VI en 1936.

### Comte de  Strathmore et Kinghorne
Claude Bowes-Lyon succède à son père, 16 février 1904, au titre familial en tant que 14e comte de Strathmore et Kinghorne dans la pairie d'Écosse. Il succède également à la fonction de Lord Lieutenant d'Angus (Forfarshire) qu'occupait son père et dont il démissionne en 1936.
Le 1er juin 1937, il est en outre créé par le roi George VI, son gendre, comte de Strathmore et Kinghorne dans la pairie du Royaume-Uni, titre qu'il portait auparavant dans la pairie d'Écosse. Le 11 mai 1937, il est aussi fait chevalier de la Jarretière.
Il meurt d'une bronchite le 7 novembre 1944, âgé de 89 ans, au château de Glamis.

## Mariage et descendance

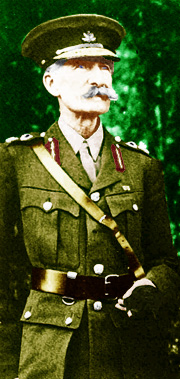
Claude Bowes-Lyon en 1923.

Il épouse Cecilia Nina Cavendish-Bentinck (arrière-petite-fille du Premier ministre britannique William Cavendish-Bentinck, 3e duc de Portland), le 16 juillet 1881 à l’Église Saint-Pierre de Petersham dans le Surrey.
Le couple a dix enfants :
- Violet Hyacinthe Bowes-Lyon (1882-1893) ;
- Mary Bowes-Lyon (1883-1961), dont descendance ;
- Patrick Bowes-Lyon, 15e comte de Strathmore et Kinghorne (1884-1949) :
  - Timothy Bowes-Lyon, 16e comte de Strathmore et Kinghorne (1918-1972) ;
- John Bowes-Lyon (1886-1930), époux de Fenella Hepburn-Stuart-Forbes-Trefusis (1889-1966) :
  - Anne Bowes-Lyon (1917-1980), épouse de Thomas Anson, vicomte Anson (1913-1958), dont descendance, puis de George Valdemar de Danemark (1920-1986), fils d'Axel de Danemark et Marguerite de Suède ;
  - Nerissa Bowes-Lyon (1919-1986), internée à l'hôpital d'Earlswood pour personnes handicapées mentales ;
  - Katherine Bowes-Lyon (1926-2014), internée à l'hôpital d'Earlswood pour personnes handicapées mentales ;
- Alexander Francis Bowes-Lyon (1887-1911) ;
- Fergus Bowes-Lyon (1889-1915) ;
- Rose Bowes-Lyon (1890-1967), épouse de  William Spencer Leveson-Gower (1880-1953), dont descendance ;
- Michael Hamilton Claude Bowes-Lyon (1893-1953), époux d'Elizabeth Margaret Cator, dont descendance :
  - Fergus Michael Claude Bowes-Lyon, 17e comte de Strathmore et Kinghorne (1928-1987), époux de Mary Pamela McCorquodale (1932-), dont descendance ;
- Elizabeth Bowes-Lyon (1900-2002), épouse le prince Albert, duc d'York, plus tard, George VI. Elle est ensuite connue comme Elizabeth, la reine mère :
  - Élisabeth II du Royaume-Uni ;
  - Margaret du Royaume-Uni ;
- David Bowes-Lyon (1902-1961), époux de Rachel Pauline Clay (19 janvier 1907-21 janvier 1996), dont descendance.